# Чемпионат Азии по дзюдо 2020
Чемпионат Азии по дзюдо 2020 года планировалось провести с 17 по 19 апреля в городе Улан-Батор (Монголия). Однако 10 марта 2020 года на заседании Международной федерации дзюдо было принято единогласное решение не проводить чемпионат из-за эпидемии коронавируса. Кроме чемпионата Азии также были отменены ещё 19 других крупных международных соревнования по дзюдо.